# Chapelle Notre-Dame du Grunenwald
La Chapelle Notre-Dame du Grunenwald (en allemand : Unsere liebe Frau von Grünenwald) est un lieu de pèlerinage marial situé sur le ban d'Ueberstrass, dépendant de la paroisse de Friesen, dans le département du Haut-Rhin. On y trouve une chapelle qui conserve une statue du XVe siècle, et un autel en plein air.

## Localisation
Situé dans la région alsacienne du Sundgau, le lieu est à environ 400 m d'altitude, sur la crête qui sépare la vallée de la Largue de celle de la Suarcine, à 1,5 km de la limite du Territoire de Belfort et à environ 4 km à vol d'oiseau de la frontière suisse. La chapelle se dresse à proximité de la route départementale qui relie Ueberstrass à Courtelevant.
La Suarcine constitue la frontière linguistique traditionnelle entre les parlers alémanique et roman. L'ancienne voie romaine de Besançon (Vesontio) à Kembs (Cambete) passait à proximité, à Friesen (station de Larga).

## Histoire et légende
Le sanctuaire originel a peut-être été édifié sur les restes d'un temple païen. Au XIIIe siècle, la commanderie de l'Ordre de Saint-Jean de Jérusalem de Mulhouse, qui possédait des biens à Hindlingen et Ueberstrass, devint collateur de l'église de Friesen. Au XIVe siècle, elle fonda à Friesen une commanderie appelée Freihof (« cour franche »), et assura dès lors l'administration de la paroisse, jusqu'à la Révolution de 1789.
De la fin du XIIIe siècle jusqu'au milieu du XVe siècle, Ueberstrass semble avoir été dépourvu de lieu de culte, les fidèles se rendant à Friesen. À partir de cette époque, deux lieux de culte commencent à être mentionnés : la chapelle dédiée à saint Jean-Baptiste, située sur le Haulenberg (sans doute la plus ancienne) et celle dédiée à Notre-Dame, probablement édifiée également à l'initiative de l'Ordre de Saint-Jean. La dénomination de Grünenwald (« forêt verte » en allemand) lui aurait été associée pour éviter la confusion avec la chapelle Sainte-Marie de Hindlingen ; elle aurait été inspirée d'un lieu-dit vor dem grünen walde (devant la forêt verte), mentionné en 1335.
Selon la légende, au cours de la première moitié du XVe siècle, des enfants qui gardaient des troupeaux auraient un jour découvert dans un fourré une statue brillante de la Vierge Marie, couronnée d'or, portant l'Enfant Jésus et écrasant un serpent sur le globe terrestre. Ils l'apportèrent au chevalier local qui effectua une enquête mais ne parvint pas à trouver l'origine de la statue. On en déduisit qu'il s'agissait d'une manifestation divine et que Dieu souhaitait que l'on vénérât la Vierge en ce lieu. Le chevalier fit édifier une chapelle à 200 mètres du site de la trouvaille, et celle-ci ne tarda pas à devenir un lieu de pèlerinage.
En 1565, le commandeur de Friesen (sans doute Conrad von Schwalbach), qui participait aux combats contre les Turcs lors du siège de Malte, se trouva en péril sur son navire et implora l'assistance Notre-Dame du Grunenwald, faisant le vœu de lui ériger une chapelle neuve si elle les sauvait, lui et ses hommes. À ce moment parut un autre navire qui recueillit les naufragés tandis que leur navire coulait. Dès son retour, le commandeur, s'acquittant de sa promesse, fit construire une chapelle plus spacieuse à la place de l'ancienne et y installa la statue miraculeuse. Il fit aussi peindre dans le chœur un tableau représentant l'histoire de son naufrage ; tableau qui fut détruit lors de la Révolution.
La chapelle traversa la guerre de Trente Ans et fut reconstruite depuis ses fondations au début du XVIIIe siècle. Un bas-relief commémoratif aux armes du baron Henri Ferdinand Stein de Reichenstein, commandeur en 1705 et Johannite, qui finança en partie les travaux, a été conservée jusqu'à ce jour. Elle traversa alors une période de prospérité et de renommée. L'entretien en fut confié à des ermites successifs, dont le dernier, Louis Karda, originaire de Masevaux, devait décéder deux semaines seulement avant le début de la Première Guerre mondiale.
Lors de la Révolution, le bâtiment devint bien national et fut racheté par la commune d'Ueberstrass pour 90 000 livres. Pour éviter les profanations, la statue fut cachée à Seppois-le-Bas, puis à Büsserach en Suisse. Elle fut ramenée en procession solennelle dans la chapelle en 1803.
Les premières représentations de la chapelle dont on dispose ne datent que de peu avant la Première Guerre mondiale ; elle avait alors un aspect sans doute assez semblable à celui d'après sa reconstruction en 1705.
Lors de la guerre de 1914-1918, le sanctuaire fut détruit par les combats d'artillerie, et la statue fut mise en lieu sûr au couvent de Bellemagny, avant de regagner l'église paroissiale de Friesen en mars 1919.
La chapelle actuelle, reconstruite une nouvelle fois, date de 1930-1932. De l'édifice antérieur ne subsistent que la statue, le bas-relief portant le blason des Johannites de Soultz, et un cartouche mentionnant la réfection de 1705. Six nouveaux vitraux ont été mis en place en 1990. L'autel en plein air fut érigé en 1932 pour pallier la capacité insuffisante de la chapelle lors des fêtes mariales.

## Un lieu de pèlerinage
Le sanctuaire a été depuis l'origine un lieu de pèlerinage, et particulièrement depuis sa réédification en 1565. En 1789, le fils du forgeron de Hindlingen, Joseph Antoine Termineur, y aurait eu une apparition et entendu une voix lui annonçant qu'il serait prêtre : il consacra dès lors sa vie à servir Dieu (devenant prêtre réfractaire), jusqu'à sa mort en 1802. Lors de la reconstruction de 1705, des artisans de toute la région contribuèrent aux travaux. Au XIXe siècle, les murs de la nef portaient de nombreux ex-voto offerts par ceux que la Vierge avait exaucés ; on en trouve toujours aujourd'hui.
Jusqu'au XXe siècle, de nombreux rassemblements se produisaient lors des fêtes de l'Assomption, les lundis de Pâques, de Pentecôte, et le jour de la Fête-Dieu. Les cérémonies les plus importantes avaient lieu toutefois la semaine des rogations, notamment lors de la « fête de la grêle » (Hagelfirtig) le lendemain de l'Ascension. À ces occasions, jusqu'à plusieurs milliers de pèlerins convergeaient, souvent en processions, depuis la vallée de la Largue et les communes proches du Territoire de Belfort et de Suisse. Avec l'évolution du monde rural, les cérémonies aujourd'hui sont moins imposantes, mais le lieu conserve encore une certaine renommée.

## Photos

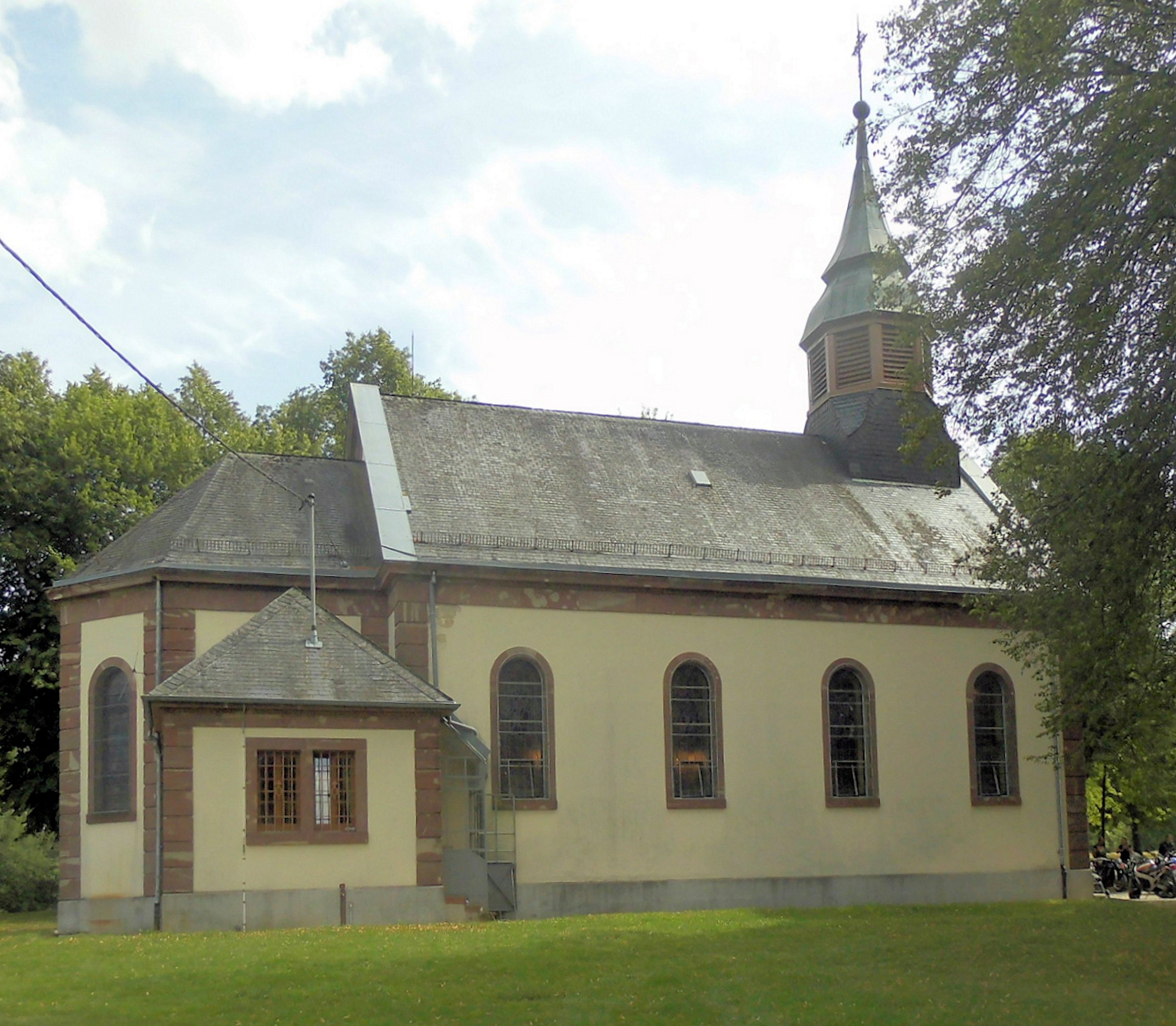
Côté nord.
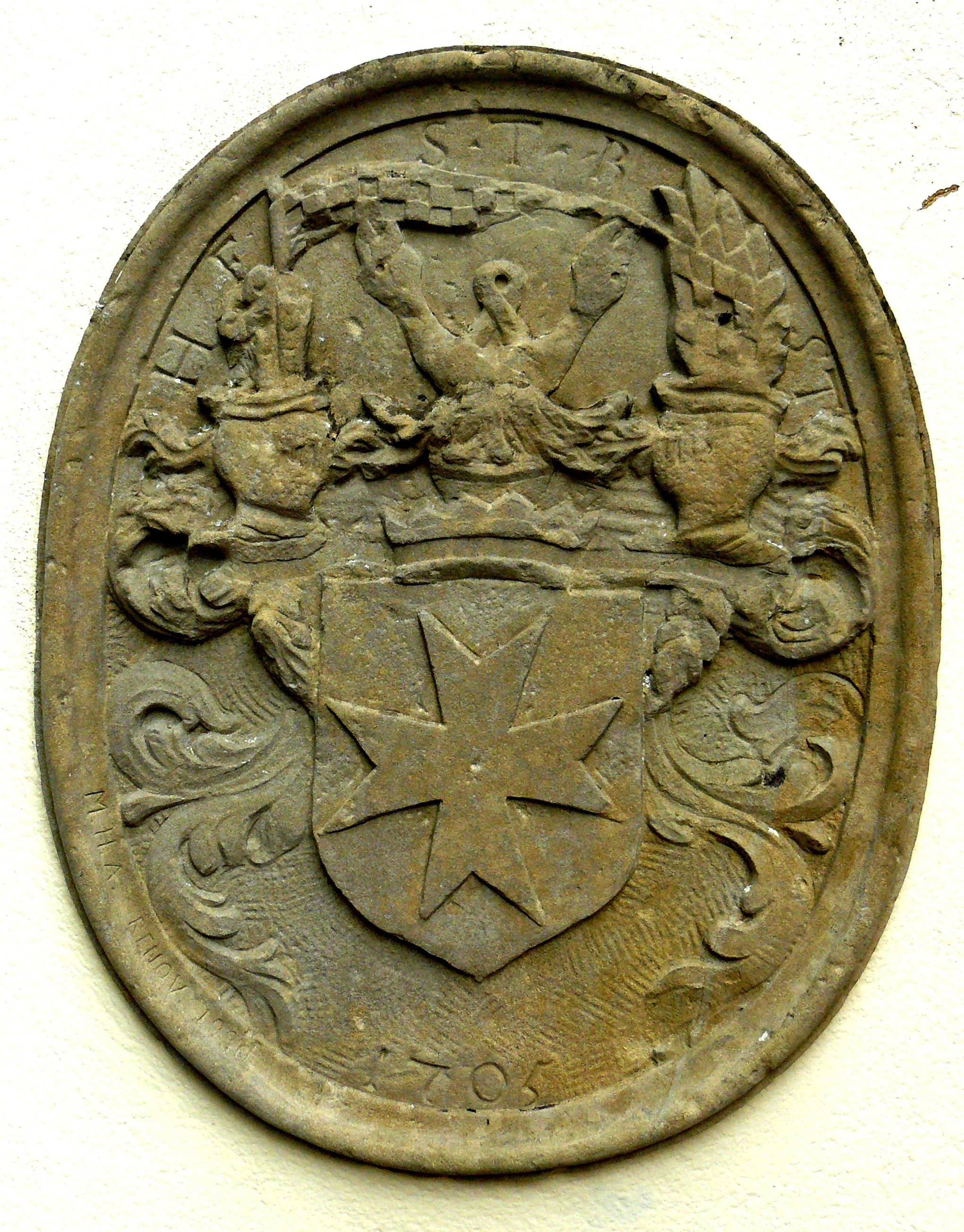
Pierre conservée de la restauration de 1705, aux initiales du baron de Reichenstein.
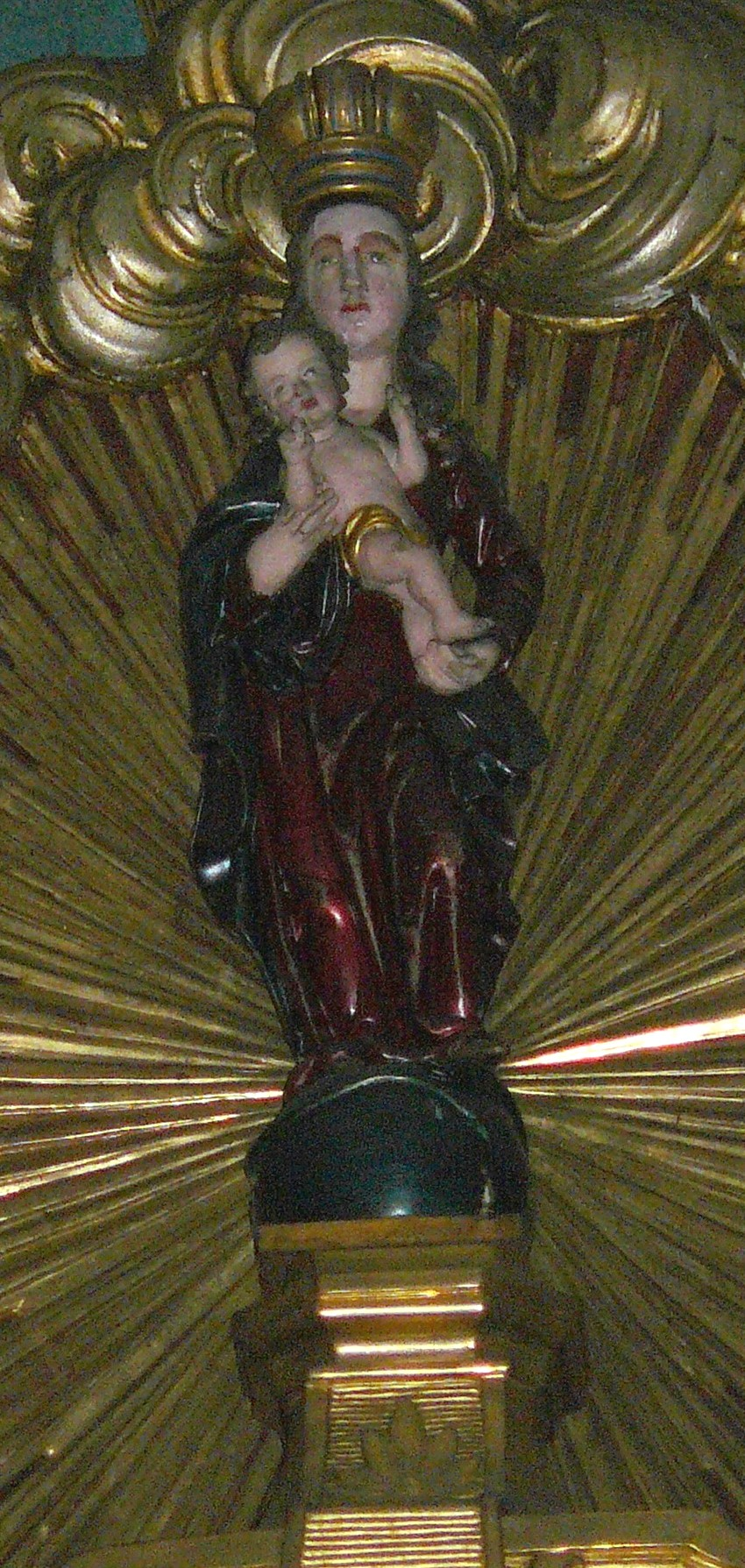
La statue de la Vierge à l'Enfant (XVe s.)
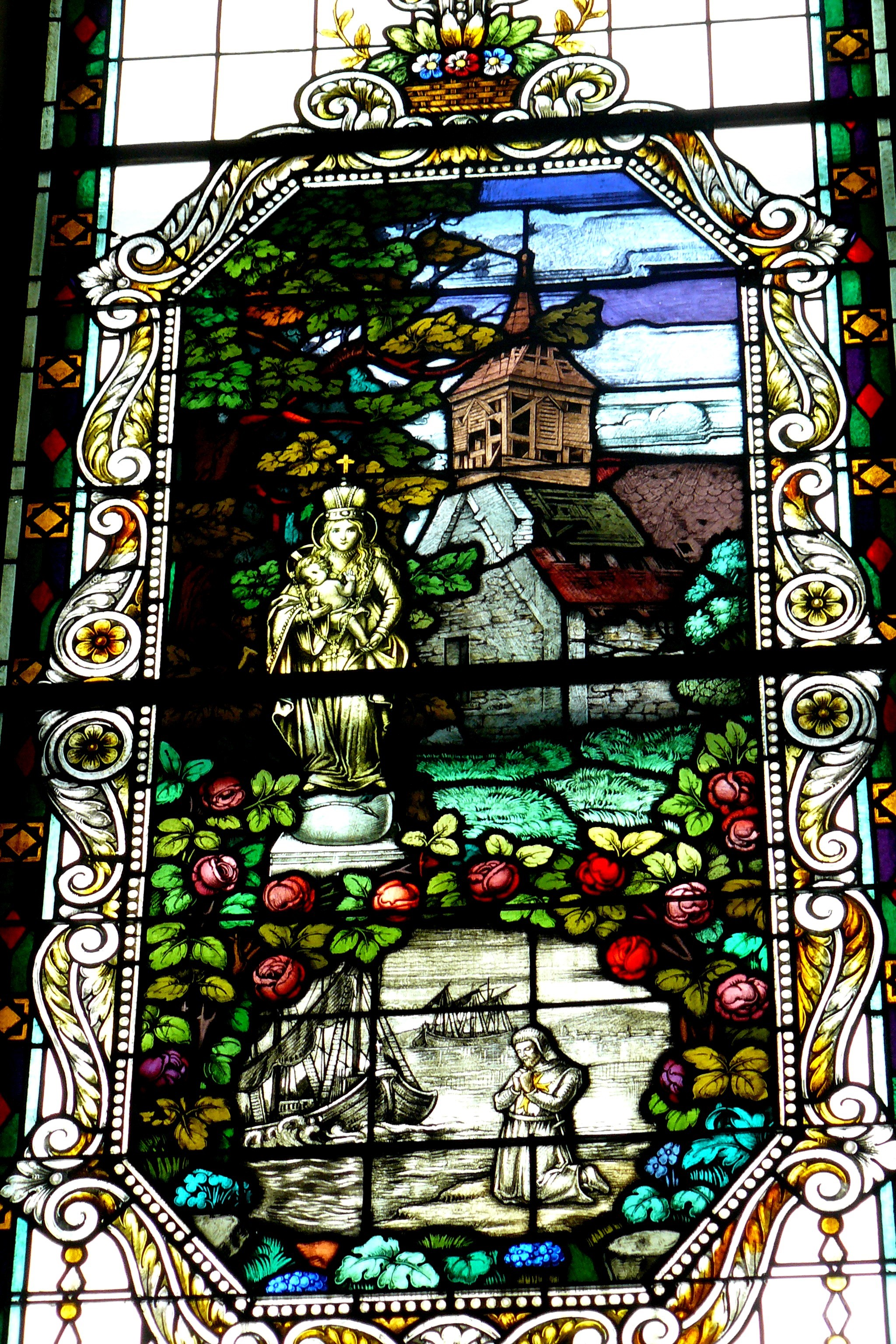
Vitrail de l'église de Seppois-le-Bas, évoquant la légende de la reconstruction de 1565.